# 朗科科技

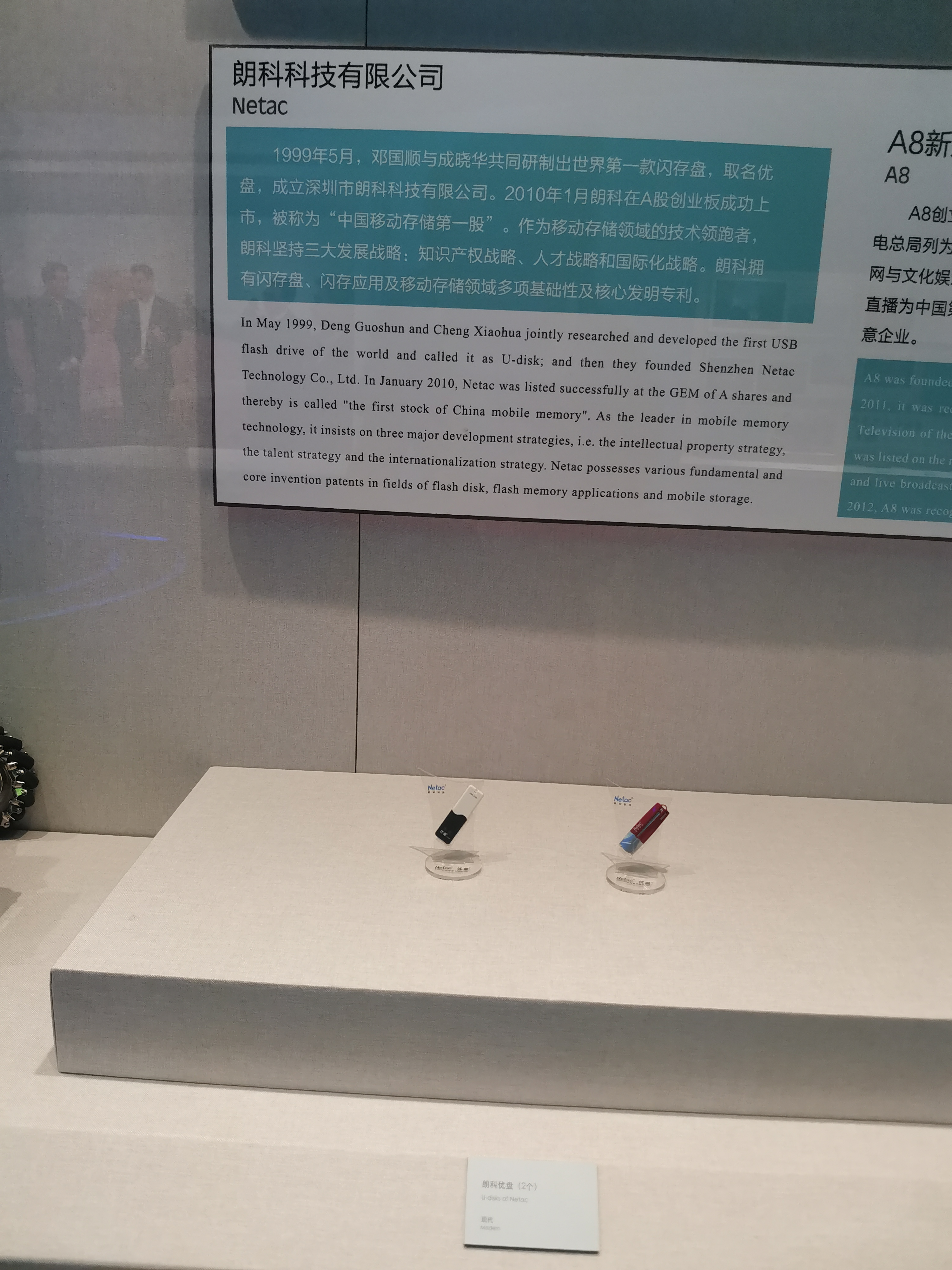
在南山博物馆展示的朗科U盘

深圳市朗科科技股份有限公司是一家总部位于中国深圳的消费电子公司。一家中国代工生产商和原始设计制造商，该公司是多家声称发明了闪存盘的厂商之一。

## 历史
朗科科技由邓国顺和程晓华于1999年4月29日创立，他们花了一年时间开发了他们的第一个产品，即邓国顺命名为U盘的8兆容量的闪存驱动器。

### 闪存驱动器
2002年7月24日，朗科获得了其首个电子闪存外部存储方法和设备的专利。此后，至少有14家公司要求该专利无效，因为“[专利设备]是通过两种参考文献的组合而预期的，即1997年出版的USB系统架构和闪存技术手册，这种结合是对于专业人士来说是显而易见的。”
尽管该公司声称在1999年发明了第一个USB闪存驱动器，并于同年提交了该设备的中国专利申请，但该专利获得了，该产品直到2002年才推出。IBM于2000年底发布了8兆字节的USB闪存驱动器，比朗科上市早一年半多。

## 专利
与许多其他中国原始设备制造商不同，朗科科技拥有许多专利。到2009年，朗科已在美国、韩国、新加坡和中华人民共和国申请了300多项专利。到2005年，其中200多项专利申请已经提交。
朗科持有的专利包括：
- 中国专利号ZL99117225.6，用于电子闪存外部存储方法和设备。
- 美国专利号6829672，用于电子闪存外部存储方法和设备。
- 中国专利号ZL02114797.3，用于USB无线调制解调器。
- 韩国专利号583626，用于多功能半导体存储装置和启动计算机主机的方法
- 新加坡专利号SG119038，用于使用半导体存储设备的自动执行方法